# Eidgenössische Finanzmarktaufsicht
Die Eidgenössische Finanzmarktaufsicht (kurz: Finma; französisch Autorité fédérale de surveillance des marchés financiers, italienisch Autorità federale di vigilanza sui mercati finanziari, rätoromanisch Autoritad federala per la surveglianza dals martgads da finanzas) ist die schweizerische Finanzmarktaufsichtsbehörde. Sie beaufsichtigt und kontrolliert alle Bereiche des Finanzwesens, insbesondere Banken, Versicherungen, Börsen, Effektenhändler sowie kollektive Kapitalanlagen und Prüfgesellschaften.

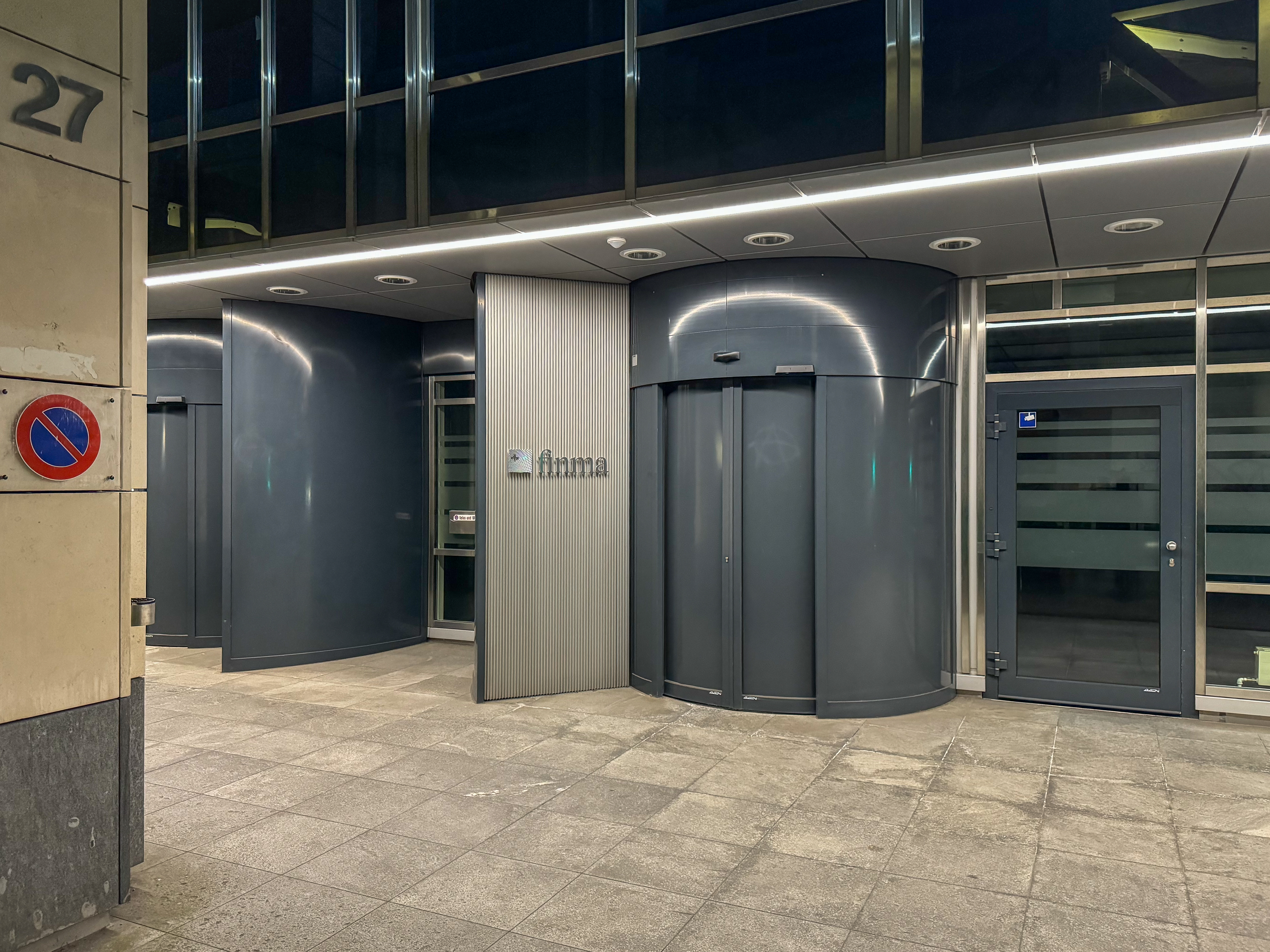
Eingang zum Finma-Gebäude in der Nähe des Berner Hauptbahnhofs.

Die Behörde wird vom Finanzmarktaufsichtsgesetz geschaffen und ist eine öffentlich-rechtliche Anstalt mit eigener Rechtspersönlichkeit. Ihr Hauptsitz ist in Bern im ehemaligen Allianz-Gebäude in der Nähe des Hauptbahnhofs. Ein weiterer Standort befindet sich in Zürich. Sie ist institutionell, funktionell und finanziell von der zentralen Bundesverwaltung unabhängig und dem Eidgenössischen Finanzdepartement nur administrativ angegliedert. Das Parlament hat die Oberaufsicht.

## Gründung und Organisation
Die Behörde nahm ihre Tätigkeit am 1. Januar 2009 auf. Sie entstand aus einer Zusammenführung der Eidgenössischen Bankenkommission, des Bundesamtes für Privatversicherungen und der Kontrollstelle für die Bekämpfung der Geldwäscherei. Die Finma geht auf das am 22. Juni 2007 vom Parlament verabschiedete Finanzmarktaufsichtsgesetz zurück. Am 15. Oktober 2008 erfolgte der Umsetzungserlass durch den Bundesrat.
Die Behörde hat Organisations- und Budgetautonomie. Ihre Organe sind der Verwaltungsrat und die Geschäftsleitung, sowie drei Aufsichtsbereiche, Banken, Versicherungen und Asset Management & Märkte. Weitere Geschäftsbereiche sind Enforcement, Integrierte Risikoexpertise, Recovery und Resolution, Supervisory Policy & Legal Expertise sowie Operations.

### Führungspersonal

#### Verwaltungsratspräsidenten (seit 2009)
- Marlene Amstad (seit 2021)[5][6]
- Thomas Bauer (2016–2020)[7]
- Anne Héritier Lachat (2011–2015)[8]
- Eugen Haltiner (2009–2010)[9]

#### Direktoren (seit 2009)
- Stefan Walter (seit 1. April 2024)
- Birgit Rutishauser (ad interim, 1. Oktober 2023 bis 31. März 2024)[10]
- Urban Angehrn (2021 bis Ende September 2023)
- Mark Branson (2014–2021)
- Patrick Raaflaub (2009–2014)[11]

## Zweck und Aufgaben
- Die Behörde verfolgt nach Massgabe der Finanzmarktgesetze den Zweck, Gläubiger, Anleger und Versicherte zu schützen (Anlegerschutz).
- Die Behörde bewilligt den Betrieb der ihrer Aufsicht unterstellten Unternehmen und Organisationen und überwacht sie.
- Sie ist zuständig für die Geldwäschereibekämpfung und wickelt bei Bedarf Sanierungsverfahren und Konkurse ab.

## Ziele der Finanzmarktaufsicht
Die Behörde verfolgt zwei Hauptziele und ein Nebenziel:
- Das erste besteht im Schutz der Gläubiger, Anleger und Versicherten (Kundenschutz).
- Das zweite Hauptziel strebt den Schutz der Funktionsfähigkeit der Finanzmärkte an. Dieser Funktionsschutz umfasst die Stabilität des Finanzsystems, das Funktionieren der Märkte, das Vertrauen in das Finanzsystem oder den Schutz des Finanzsystems vor Missbrauch durch Verbrecher.
- Durch das Verfolgen dieser Ziele soll die Aufsicht dazu beitragen, das Ansehen und die Wettbewerbsfähigkeit des Finanzplatzes Schweiz zu stärken.

## Finanzierung
2023 betrug der Bruttoertrag der Finma rund 155 Millionen Schweizer Franken. Die Aufwandskosten der Finma werden mit Gebühren und Aufsichtsabgaben der Beaufsichtigten gedeckt, die diese zu entrichten haben. Die Gebühren werden bei jedem Beaufsichtigten einzeln erhoben. Die Aufsichtsabgaben dagegen werden den Beaufsichtigten als Gruppe zugerechnet. Der jeweils verursachte Aufsichtsaufwand wird möglichst verursachergerecht und angemessen auf die verschiedenen Aufsichtsbereiche aufgeteilt. Mit den Aufsichtsabgaben deckt die Finma rund 80 Prozent des Betriebsaufwands, inklusive der gesetzlichen Zuweisung an die Reserven, rund ein Fünftel wird mit Gebührenerträgen gedeckt.
Die Finma investiert rund zwei Drittel ihrer Mittel in ihre Kernaufgaben Bewilligung, Überwachung, Durchsetzung und Regulierung, wovon im Jahr 2023 für die Überwachung 61 Prozent aufgewandt wurden, 20 Prozent für die Bewilligungen.